# Приокская правда
«Прио́кская пра́вда» — областная общественно-политическая газета Рязанской области, издание-преемник печатавшейся в Рязани с апреля 1917 года рязанской региональной коммунистической газеты. Первый номер газеты с названием «Приокская правда» вышел 20 июня 1956 года.

## История

### Историческая справка
Рязанская региональная политическая газета начала издаваться после бурных событий Февральской революции в России. Известно о двух выпусках газет-листовок «Известия Рязанского Совета рабочих депутатов» от 4 и 11 марта 1917 года. С 22 апреля 1917 года начала печататься ставшая органом Рязанского Совета солдатских депутатов газета «Голос солдата», в дальнейшем называвшаяся «Голос труда» — дату выхода её первого номера 10 (23) апреля 1917 года редакция «Приокской правды» советского периода считала началом выхода своей газеты. За время существования название региональной газеты неоднократно менялось:
- апрель — август 1917 года — «Голосъ солдата», Органъ Рязанскаго Совѣта солдатскихъ депутатовъ;
- август — ноябрь 1917 года — «Голосъ труда», Органъ Рязанскаго Совѣта рабочихъ и солдатскихъ депутатовъ;
- 8 (21) ноября 1917 года — май 1918 года — «Искра», Органъ Рязанскаго Совѣта рабочихъ и солдатскихъ депутатовъ и Губернскаго Бюро Совѣтов, позднее — Органъ Рязанск. Губернск. Совѣта Совѣтов и Рязанск. Совѣта Солдатскихъ, Крестьянскихъ и Рабочихъ Деп.;
- 10 мая 1918 года — 11 февраля 1922 года — «Известия», Орган Рязанского Губ. Совета Рабочих, Крестьянских и Красно-Армейских Депутатов;
- 12 февраля 1922 года — 16 февраля 1930 года — «Рабочий клич», Орган Губкома ВКП(б)[6], Губисполкома и Губпрофсовета;
- 17 февраля 1930 года — 4 ноября 1937 года — «Ленинский путь», Орган Рязанского Райкома ВКП(б), Райисполкома, Горсовета и Райпрофсовета Московской области;
- 5 ноября 1937 года — 19 июня 1956 года — «Сталинское знамя», орган Рязанского обкома и горкома Коммунистической партии Советского Союза[7], областного и городского Советов депутатов трудящихся;
- 20 июня 1956 года — 27 августа 1991 года[8] — «Приокская правда», орган Рязанского областного комитета КПСС и областного Совета народных депутатов;
- 7 сентября 1991 года — 2004 год — «Приокская газета», рязанская областная общественно-политическая газета;
- ноябрь 1991 года — июль 1993 года — «Искра», областная коммунистическая газета[4];
- с 29 июля 1993 года по настоящее время — «Приокская правда», общественно-политическая газета Рязанского областного отделения КПРФ.

### Признание заслуг
В 1967 году, в год 50-летия Великой Октябрьской социалистической революции, газета была награждена:

За плодотворную работу по коммунистическому воспитанию трудящихся Рязанской области, мобилизации их на выполнение задач хозяйственного и культурного строительства и в связи с 50-летием со дня выхода первого номера наградить областную газету «Приокская правда» орденом «Знак Почёта».
— Указ Президиума Верховного Совета СССР от 22 апреля 1967 года

### Современность
27 августа 1991 года тиражом 58000 экземпляров был выпущен последний номер газеты «Приокская правда» советского периода — № 171 (21011), ИО редактора Н. А. Курбачёва. Газета выходила 260 раз в году, максимальный тираж номера газеты за весь период её существования составил 122470 экземпляров. 7 сентября 1991 года тиражом 57000 экземпляров вышел первый номер «Приокской газеты», ставшей правопреемником «Приокской правды», продолжившей её валовую нумерацию и издававшейся до 2004 года.
Параллельно происходил выпуск коммунистических печатных изданий — газеты «Искра» и пришедшей ей на смену обновлённой «Приокской правды». Современная рязанская областная общественно-политическая газета «Приокская правда» зарегистрирована региональной инспекцией по защите свободы печати (г. Воронеж) 29 июля 1993 года № В 0327. Учредитель: Рязанское областное отделение политической партии «Коммунистическая партия Российской Федерации». Первый номер газеты вышел в августе 1993 года. В рязанском регионе издатель зарегистрирован как фирма 29 октября 1993 года. В связи с изменением наименования учредителя газета перерегистрирована Центрально-Черноземным межрегиональным территориальным управлением МПТР России (г. Воронеж) 8 апреля 2003 года ПИ № 6-0741.
Статусом официального издания Рязанской области ныне обладает газета «Рязанские ведомости».

## Ответственные и главные редакторы
- 1918—1918 — Восходов Василий Алексеевич[17] (редактор[18])
- 1918—1918 — Масалков Никифор Владимирович[19] (соредактор[18])
- 1918—1919 — Сыромятников Аркадий Степанович[20] (редактор[18])
- 1919—1919 — Завенягин Авраамий Павлович[21] (редактор[18])
- 1921—1921 — Игрицкий Борис Васильевич[22] (редактор[18])
- 1922—1923 — Яхонтов Валериан Иванович[23] (редактор[24])
- 1925—1926 — Гробер Лев Михайлович[25] (редактор[24])
- 1926—1927 — Егин Владимир Никифорович[26] (редактор[24])
- 1927—1929 — Лызлов Михаил Иванович[27] (редактор[24])
- 1938—1938 — Комаров Андрей Иванович[28] (ВРИО редактора[29])
- ? — 1943 — Афанасьев Иван Андреевич (отв. редактор[29])
- 1943—1946 — Позднякова Клавдия Александровна[30] (отв. редактор[29])
- 1946—1951 — Орлов Владимир Алексеевич[31] (редактор[29])
- Михайлов И. А. (отв. редактор)
- 1951—1961 — Лапшин Владимир Евстафьевич[32] (редактор[29][33])
- 1961—1966 — Остапенко Григорий Яковлевич[34] (редактор[33])
- 1966—1987 — Прокофьев Анатолий Сергеевич[35] (гл. редактор[33])
- 1987—1991 — Крючкова Л. П. (гл. редактор[33])
- 1991—2003 — Курбачёва Надежда Алексеевна (гл. редактор[36])
- 1993—? — Колобов Владимир Михайлович (гл. редактор[37])
- 2003—2004 — Минаев Владимир Сергеевич (гл. редактор[36])
- Суслов А. И. (гл. редактор[37])
- Новожилов А. Ю. (гл. редактор[37])
- Луговой Григорий Алексеевич (гл. редактор[37])
- Рагозин В. А. (гл. редактор[37])
- Жаркова В. А. (гл. редактор[37])
- 2006—2018 — Рябко Евгений Михайлович[38] (гл. редактор[37])
- с 2018 года — Иваничкин Дмитрий Владимирович (гл. редактор[37])

## Тираж газеты
Избранная информация о тираже номера газеты по годам:
- «Сталинское знамя» — 50000 экземпляров (1941, 1942); 36180 экземпляров (1944, 1945); 45500 экземпляров (1948); 75000 экземпляров (1951); 70000 экземпляров (1955);
- «Приокская правда» — от 70000 до 80000 экземпляров (1957); от 74000 до 77000 экземпляров (1961); от 107000 до 110000 экземпляров (1974); от 110000 до 113000 экземпляров (1978); от 121000 до 122000 экземпляров (1987); 119000 экземпляров (1988); 113000 (январь — февраль 1989), 116000 (март 1989), 121000 (апрель — июнь 1989), 122000 экземпляров (июль — август 1989, тираж отдельных номеров достигал 122470 экземпляров в июле и 122380 экземпляров в июле и августе), 120000 (сентябрь — декабрь 1989, тираж отдельных номеров в сентябре достигал 122380 экземпляров); от 107000 (январь — июнь, сентябрь — декабрь 1990) до 108000 (июль — август 1990) экземпляров; 60000 экземпляров (январь — февраль 1991), от 58000 до 59000 экземпляров (июль 1991), 58000 экземпляров (август 1991);
- «Приокская газета» — 44000 экземпляров (1992), от 46000 до 64200 экземпляров (1993), 3530 экземпляров (28.12.2001, тираж плавающий), 1200 экземпляров (2003).